# ديه بال
ديه بال (بالإنجليزية: Des Ball)‏ هو أستاذ جامعي أسترالي، ولد في 20 مايو 1947 في Nyah West ‏ في أستراليا، وتوفي في 12 أكتوبر 2016.